# Вигодовський Павло Хомич
Павло́ Хоми́ч Вигодо́вський (* 1802, с. Ружична, нині у складі Хмельницького — † 12 грудня (24 грудня за новим стилем) 1881, Іркутськ, Росія) — російський чиновник, учасник таємних військових товариств (декабрист). Єдиний серед декабрастів мав селянське походження. Виступав за відновлення територіальної цілісності Речі Посполитої, аж до приєднання до неї Лівобережної України.

## Біографія
Майбутній декабрист народився 1802 року в селі Ружична Проскурівського повіту Подільської губернії (нині Ружична — мікрорайон міста Хмельницький). Син заможного селянина Тимофія Дунцова, який мав «5 коней, 2 корови, 16 вуликів із бджолами, 10 овець» .
Щоб мати змогу навчатися та потрапити на державну службу, Павлові вдалося прибрати прізвище польського дворянина Вигодовського. За даними хмельницького краєзнавця Сергія Єсюніна, 1819 року юнак утік із дому та добрався до Теофіполя, де його прийняли в католицьке училище тринітаріїв. При вступі Павло дав згоду прийняти католицьку віру, помінявши при цьому і своє прізвище на Вигодовський .
За даними історика Павла Усенка, Павло навчався в училищі села Привороття Ушицького повіту (нині село Подільське Кам'янець-Подільського району) та в Теофіпольській повітовій народній школі (тоді містечко Теофіполь, нині селище міського типу) .
Від 1819 року секретар професора Хенцинського в Рівному, від 1823 року — канцелярист рівненського земського суду, від 1824 року — писар у канцелярії волинського цивільного губернатора (Житомир).
Улітку 1825 року І.Іванов прийняв Павла Вигодовського до Товариства об'єднаних слов'ян.
Заарештували Вигодовського 19 лютого (3 березня за новим стилем) 1826 року в Житомирі. За тиждень його допровадили на допит до Санкт-Петербурга, а 2(14) березня замкнули в Петропавлівській фортеці. Залишався в'язнем до 15(27) лютого 1827 року.
Покарано Вигодовського за сьомим розрядом — «знав про задум царевбивства та належав до таємного товариства зі знанням мети»: направлено на дворічну каторгу (термін робіт надалі скоротили наполовину) з подальшим поселенням у Сибіру.
15(27) квітня 1827 року Вигодовський, закутий у ножні кайдани разом із Іваном Аврамовим, Олександром Бригеном, Черкасовим, прибув до Читинського острогу (нині місто Чита Російської Федерації).
3(15) червня 1828 року Вигодовського перевели на поселення до міста Нарим Томської губернії (нині село Томської області Російської Федерації). Тут Павло Хомич займався кравецтвом, сільським господарством, літературною працею.
11(23) листопада 1854 року Вигодовського звинуватили в обра́зі місцевого начальства та на 10 місяців узяли під варту в Томську. Під час обшуку його наримського помешкання було виявлено написані Вигодовським трактати революційно-демократичного спрямування. Павла Хомича засудили до тілесного покарання, яке не буле застосоване у зв'язку зі сходженням на престол імператора Олександра II. Вигодовського відправили до Іркутської губернії, а потім перевели до Якутії.
Вигодовський — єдиний із уцілілих на той час декабристів не підпав під амністію 1856 року. Як адміністративно засланий упродовж 1857—1871 років утримувався в селі Нюрбинське Вілюйської округи та місті Вілюйськ (нині Республіка Саха (Якутія) Російської Федерації).
В останнє десятиріччя свого життя Вигодовський знайшов притулок при іркутському костелі (формально приписаний до села  Урік Іркутської округи). Павло Хомич хворів, злидарював. 1877 року його на два тижні затримала поліція за несплату мізерного податку.
Помер Вигодовський 12(24) грудня 1881 року в Іркутську.

## Увічнення пам'яті
Іменем Вигодовського було названо вулицю в селі Ружична, яке 1981 року стало мікрорайоном Хмельницького .